# Chlebičov
Chlebičov település Csehországban, a Opavai járásban. Chlebičov Kravaře, Oldřišov, Štěpánkovice, Služovice és Velké Hoštice településekkel határos. Lakosainak száma 1177 fő (2024. január 1.).

## Népesség
A település lakosságának változását az alábbi diagram mutatja:
| Lakosok száma | 537  | 572  | 669  | 728  | 1026 | 1069 | 1152 | 1172 | 1181 | 1177 |
|               | 1869 | 1890 | 1921 | 1950 | 1980 | 2001 | 2017 | 2019 | 2022 | 2024 |